# Mauritius na Letnich Igrzyskach Olimpijskich 1996
Mauritius na Letnich Igrzyskach Olimpijskich 1996 reprezentowało 26 zawodników: 21 mężczyzn i 5 kobiet. Był to 4 start reprezentacji Mauritiusu na letnich igrzyskach olimpijskich.

## Skład kadry

### Badminton
- Stephan Beeharry – gra pojedyncza mężczyzn – 33. miejsce,
- Édouard Clarisse – gra pojedyncza mężczyzn – 33. miejsce
- Édouard Clarisse, Stephan Beeharry – gra podwójna mężczyzn – 17. miejsce,
- Marie-Josephe Jean-Pierre – gra pojedyncza kobiet – 33. miejsce,
- Martine de Souza – gra pojedyncza kobiet – 33. miejsce,
- Marie-Josephe Jean-Pierre, Martine de Souza – gra podwójna kobiet – 17. miejsce
- Marie-Josephe Jean-Pierre, Édouard Clarisse – gra mieszana – 17. miejsce,
- Martine de Souza, Stephan Beeharry – gra mieszana – 17. miejsce

### Boks
Mężczyźni
- Richard Sunee – waga musza (do 51 kg) – 17. miejsce,
- Steve Naraina – waga kogucia (do 54 kg) – 17. miejsce,
- Josian Lebon – waga piórkowa (do 57 kg) – 9. miejsce

### Judo
Mężczyźni
- Antonio Felicité – waga do 95 kg – 9. miejsce,

Kobiety
- Priscilla Cherry – waga do 66 kg – 14. miejsce,
- Marie Michele St. Louis – waga do 72 kg – 13. miejsce

### Lekkoatletyka
Mężczyźni
- Barnabé Jolicoeur – bieg na 100 m – odpadł w eliminacjach,
- Ajay Chuttoo – maraton – 103. miejsce,
- Judex Lefou – bieg na 110 m przez płotki – odpadł w eliminacjach,
- Gilbert Hashan – bieg na 400 m przez płotki – odpadł w eliminacjach,
- Arnaud Casquette, Dominique Méyépa, Bruno Potanah, Barnabé Jolicoeur – sztafeta 4 × 100 m – odpadli w eliminacjach,
- Gilbert Hashan, Désiré Pierre-Louis, Rudy Tirvengadum, Éric Milazar – sztafeta 4 × 400 m – odpadli w eliminacjach,
- Khemraj Naïko – skok wzwyż – 24. miejsce,
- Kersley Gardenne – skok o tyczce – nie został sklasyfikowany (nie zaliczył żadnej wysokości)

### Pływanie
Mężczyźni
- Bernard Desmarais – 100 m stylem klasycznym – 43. miejsce

Kobiety
- Ingrid Louis – 50 m stylem dowolnym – 53. miejsce

### Podnoszenie ciężarów
Mężczyźni
- Gino Soupprayen Padiatty – kategoria do 56 kg – 21. miejsce,
- Shirish Rummun – kategoria do 108 kg – 18. miejsce